# John Schank

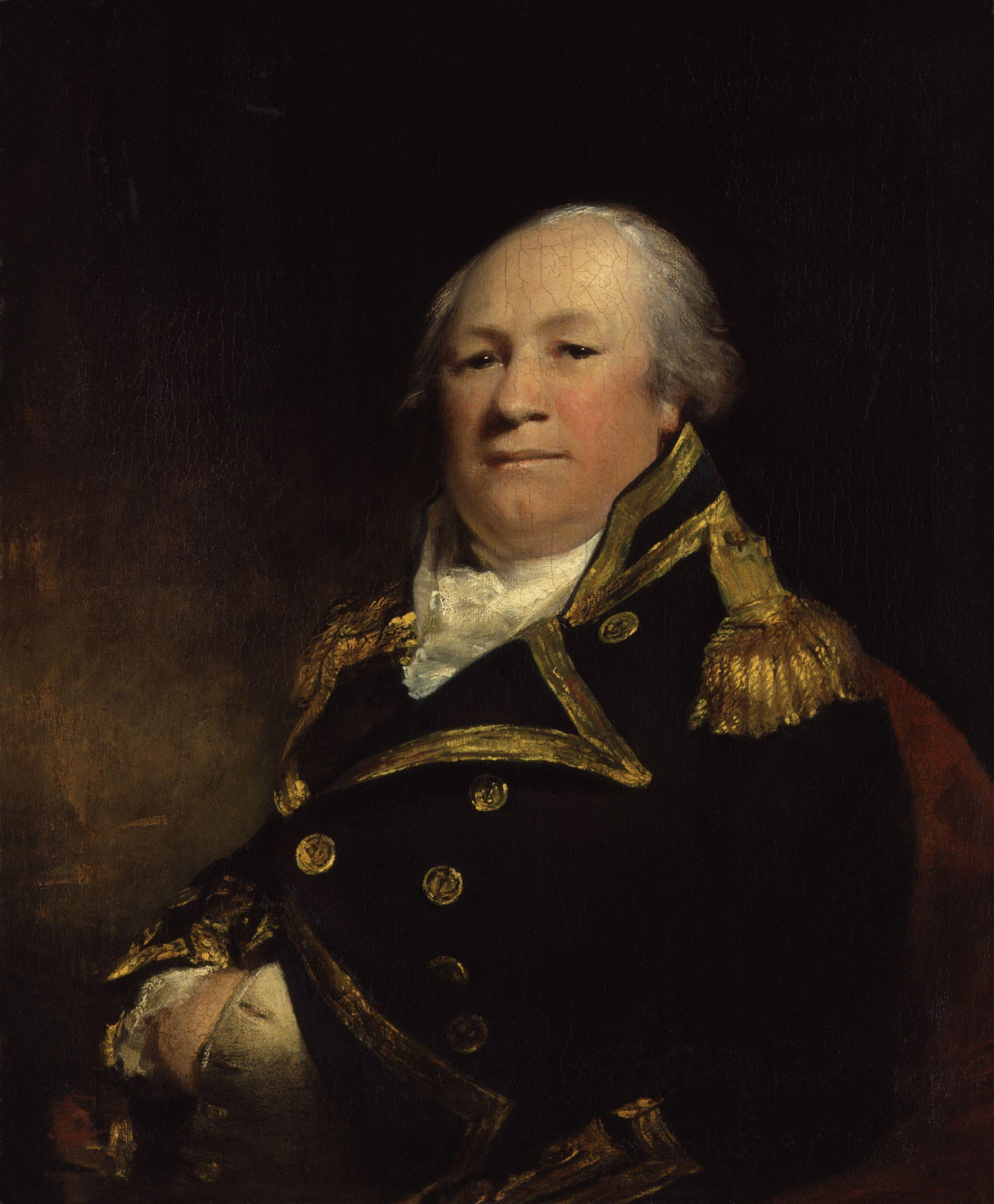
Admiral John Schank, Gemälde von John James Masquerier

John Schank, auch John Schanck, (* 1740 in Fife, Schottland; † 6. Februar 1823 in Dawlish, England) war ein britischer Schiffbauingenieur und Admiral.

## Leben
John Schank war der Sohn von Alexander Schank von Castlereg, Fife. Als Jugendlicher arbeitete er zunächst auf Handelsschiffen. 1757 kam er mit 17 Jahren zur Royal Navy und war zunächst auf dem Lagerschiff Duke. Nach ein paar Wochen wechselte er auf die Shrewsbury und diente dort fast vier Jahre als Able Seaman. Danach wurde er von Captain Hugh Palliser zum Midshipman befördert. Sechs Monate später wurde er auf die Tweed versetzt, wo er zum Master’s Mate befördert wurde. Am 10. Januar 1766 legte er seine Offiziersprüfung ab. Nachdem er auf der Emerald unter Captain Charles Douglas, 1771 auf der Princess Amelia, dem Flaggschiff von George Rodney, auf den Westindischen Inseln und der Asia in Nordamerika unter Captain George Vandeput gedient hatte, wurde er im Juni 1776 zum Lieutenant befördert. Nun erhielt er das Kommando über die Canceaux, einem kleinen Schiff, das auf dem Sankt-Lorenz-Strom operierte.
John Schank wurde von Vandeput damit beauftragt, eine Flotte für die nordamerikanischen Seen auszustatten, und erhielt das Kommando über die Marinestation von Saint-Jean-sur-Richelieu. Das Schiff Inflexible, das er während des Seegefecht bei Valcour Island selbst befehligte, demontierte er in Québec, transportierte es nach Saint-Jean-sur-Richelieu und ließ es dort wieder zusammenbauen. Am 15. August 1783 wurde er zum Post-Captain befördert. 1791 während der Operation gegen Martinique und Guadeloupe und für die Armee in Flandern diente er als Transportagent. Später war er Vorsteher der Küstenabwehr und rüstete einige Schiffe hierfür aus. Auch 1799 kümmerte er sich für die Armee in Holland um die Transportlogistik. Aufgrund seines nachlassenden Augenlichts ging er 1802 in Rente. Am 9. November 1805 wurde er zum Rear-Admiral of the Blue befördert. Seine weiteren Beförderungen waren am 31. Juli 1810 zum Vice-Admiral of the Red und am 19. Juli 1821 zum Admiral of the Blue.

## Erfindungen
John Schank war als ein Mann mit besonderem mechanischem Verständnis bekannt. So konstruierte er ein Bett, das bei der Benutzung angehoben oder abgesenkt werden konnte. Dies brachte ihm den Spitznamen Alter Flaschenzug ein. 1774 konstruierte er in Boston ein privates Boot mit einem absenkbaren Kiel, das für seichte Gewässer geeignet war. Später stellte er seine Erfindung der Admiralität vor. Man orderte zwei gleiche Schiffe von 13 Tonnen, das eine mit absenkbarem Kiel, das andere ohne. Da die Konstruktion sich bewährte, baute man mehrere Schiffe mit absenkbarem Kiel wie zum Beispiel die HMS Cynthia und das Forschungsschiff HMS Lady Nelson.

## Ehrung
Der Mount Schank in Australien ist nach ihm benannt.